# 長西
長西（ちょうさい、元暦元年（1184年）- 文永3年1月6日（1266年2月12日））は、鎌倉時代中期の浄土宗の僧。父は伊予守藤原国明。讃岐国で生まれた。房号は覚明房。九品寺義の祖。

## 略歴
9歳のときに上洛、19歳で出家して法然に師事した。京都九品寺に住したことから、長西および長西の門流は九品寺流あるいは九品寺義と呼ばれる。また長西は、念仏以外の諸行も阿弥陀仏の本願であり、諸行でも極楽往生は可能であるとの見解を示したことから、諸行本願義（しょぎょうほんがんぎ）とも称される。これは、師である法然が説いた諸行非本願の教えに違背するものとして、法然門下内からは厳しい批判にさらされた。一方で聖道門の諸宗からは好意的に受容され、一時は鎌倉を中心にかなりの隆盛を誇っていたようである。
著書に『浄土依憑経論意疏目録』・『観経疏光明抄』（残欠本）・『法事讃光明抄』・『往生礼讃光明抄』（巻2、3が現存）・『群疑論疑芥』（巻6、7、8が現存）等がある。